# Luxeuil-les-Bains
Luxeuil-les-Bains és un municipi francès situat al departament de l'Alt Saona i a la regió de Borgonya - Franc Comtat. L'any 2007 tenia 7.543 habitants.

## Demografia

### Població
El 2007 la població de fet de Luxeuil-les-Bains era de 7.543 persones. Hi havia 3.510 famílies, de les quals 1.494 eren unipersonals (630 homes vivint sols i 864 dones vivint soles), 875 parelles sense fills, 749 parelles amb fills i 392 famílies monoparentals amb fills.
La població ha evolucionat segons el següent gràfic:
Habitants censats

### Habitatges
El 2007 hi havia 4.495 habitatges, 3.564 eren l'habitatge principal de la família, 206 eren segones residències i 724 estaven desocupats. 1.490 eren cases i 2.859 eren apartaments. Dels 3.564 habitatges principals, 1.451 estaven ocupats pels seus propietaris, 2.035 estaven llogats i ocupats pels llogaters i 78 estaven cedits a títol gratuït; 183 tenien una cambra, 389 en tenien dues, 873 en tenien tres, 975 en tenien quatre i 1.145 en tenien cinc o més. 2.218 habitatges disposaven pel capbaix d'una plaça de pàrquing. A 1.874 habitatges hi havia un automòbil i a 806 n'hi havia dos o més.

### Piràmide de població
La piràmide de població per edats i sexe el 2009 era:
| Homes | Edats   | Dones |
| ----- | ------- | ----- |
| 8     | 95 o +  | 8     |
| 8     | 90 a 94 | 60    |
| 56    | 85 a 89 | 76    |
| 52    | 80 a 84 | 104   |
| 84    | 75 a 79 | 188   |
| 108   | 70 a 74 | 212   |
| 188   | 65 a 69 | 204   |
| 184   | 60 a 64 | 248   |
| 160   | 55 a 59 | 176   |
| 264   | 50 a 54 | 248   |
| 268   | 45 a 49 | 332   |
| 264   | 40 a 44 | 324   |
| 328   | 35 a 39 | 308   |
| 272   | 30 a 34 | 264   |
| 360   | 25 a 29 | 364   |
| 301   | 20 a 24 | 244   |
| 296   | 15 a 19 | 268   |
| 336   | 10 a 14 | 224   |
| 292   | 5 a 9   | 220   |
| 284   | 0 a 4   | 212   |

## Economia
El 2007 la població en edat de treballar era de 4.742 persones, 3.323 eren actives i 1.419 eren inactives. De les 3.323 persones actives 2.732 estaven ocupades (1.513 homes i 1.219 dones) i 592 estaven aturades (277 homes i 315 dones). De les 1.419 persones inactives 381 estaven jubilades, 450 estaven estudiant i 588 estaven classificades com a «altres inactius».

### Ingressos
El 2009 a Luxeuil-les-Bains hi havia 3.450 unitats fiscals que integraven 7.229 persones, la mediana anual d'ingressos fiscals per persona era de 15.218,5 €.

### Activitats econòmiques
Dels 568 establiments que hi havia el 2007, 5 eren d'empreses extractives, 14 d'empreses alimentàries, 2 d'empreses de fabricació de material elèctric, 32 d'empreses de fabricació d'altres productes industrials, 28 d'empreses de construcció, 166 d'empreses de comerç i reparació d'automòbils, 18 d'empreses de transport, 49 d'empreses d'hostatgeria i restauració, 4 d'empreses d'informació i comunicació, 31 d'empreses financeres, 43 d'empreses immobiliàries, 63 d'empreses de serveis, 70 d'entitats de l'administració pública i 43 d'empreses classificades com a «altres activitats de serveis».
Dels 125 establiments de servei als particulars que hi havia el 2009, 1 era una oficina d'administració d'Hisenda pública, 1 oficina del servei públic d'ocupació, 1 gendarmeria, 2 oficines de correu, 7 oficines bancàries, 2 funeràries, 11 tallers de reparació d'automòbils i de material agrícola, 2 tallers d'inspecció tècnica de vehicles, 4 autoescoles, 1 paleta, 8 guixaires pintors, 4 fusteries, 6 lampisteries, 3 electricistes, 15 perruqueries, 2 veterinaris, 6 agències de treball temporal, 25 restaurants, 16 agències immobiliàries, 4 tintoreries i 4 salons de bellesa.
Dels 99 establiments comercials que hi havia el 2009, 2 eren hipermercats, 4 supermercats, 1 un supermercat, 1 una gran superfície de material de bricolatge, 2 botiges de menys de 120 m², 10 fleques, 4 carnisseries, 5 llibreries, 33 botigues de roba, 6 botigues d'equipament de la llar, 7 sabateries, 8 botigues d'electrodomèstics, 4 botigues de mobles, 2 botigues de material esportiu, 1 una botiga de material de revestiment de parets i terra, 1 un drogueria, 2 joieries i 6 floristeries.
L'any 2000 a Luxeuil-les-Bains hi havia 3 explotacions agrícoles.

## Equipaments sanitaris i escolars
El 2009 hi havia 1 hospital de tractaments de curta durada, 1 hospital de tractaments de mitja durada (seguiment i rehabilitació), 1 psiquiàtric, 1 centre d'urgències, 1 centre de salut, 4 farmàcies i 1 ambulància.
El 2009 hi havia 2 escoles maternals i 5 escoles elementals. A Luxeuil-les-Bains hi havia 3 col·legis d'educació secundària, 1 liceu d'ensenyament general i 1 liceu tecnològic. Als col·legis d'educació secundària hi havia 925 alumnes, als liceus d'ensenyament general n'hi havia 975 i als liceus tecnològics 258.

## Poblacions més properes
El següent diagrama mostra les poblacions més properes.